# Annapol (Turcja)
Annapol – nieistniejąca już wieś w imperium osmańskim, założona w 1841 roku jako przysiółek Adampola i nazwana na cześć żony księcia Adama Czartoryskiego, Anny. W 1846 roku wieś, z powodu pożaru, uległa zniszczeniu i nie została odbudowana.